# Catspolders
Met de Catspolders worden een aantal polders in de omgeving van Groede (Zeeuws-Vlaanderen) bedoeld, die zijn ingedijkt ten tijde van het Twaalfjarig Bestand.

## Jacob Cats
De Catspolders zijn genoemd naar de jurist en hoge ambtenaar tijdens de Republiek Jacob Cats (1577-1660), die tegenwoordig voornamelijk als dichter nog bekendheid geniet; maar ook het Catshuis is naar hem genoemd. Cats stamde uit een welgestelde Zeeuwse familie. Toen zijn werk als advocaat in Den Haag hem rond 1611 steeds meer vrije tijd liet, ging hij zich aan zijn Zeeuwse bezittingen wijden.
Door de inundaties van 1583 was het oude land tussen Oostburg en Groede, dat deels onder de naam Oude Yevene bekend was, door een nieuw ontstane geul, het Nieuwerhavense Gat, in tweeën gedeeld. De nog bestaande Nieuwerkerkse Kreek was een zijarm van deze geul. De polders ten noorden van het Nieuwerhavense Gat worden de Catspolders genoemd.
Samen met zijn broer Cornelis Cats, die burgemeester was van hun vaderstad Brouwershaven, kocht Jacob voor een zacht prijsje landerijen in Staats Vlaanderen die tijdens de oorlogshandelingen van de Tachtigjarige Oorlog ondergelopen waren en liet ze bedijken en droogleggen. Vervolgens maakten de broers aanzienlijke winsten.
Tegenslagen waren de inundaties van 1621, toen het Twaalfjarig Bestand was verstreken, en processen omtrent het eigendomsrecht van de gronden. Niettemin wisten de gebroeders Cats met hun activiteiten om in groote ernst van water landt te maecken pas echt een fortuin te vergaren. Jacob Cats zou bij zijn dood in 1660 2.250.000 gulden nalaten.
Ook met de Sint-Pietersabdij werd een contract gesloten om polders droog te leggen. In 1613 werd 2000 hectare ingepolderd, te weten:
- Nieuwe Groedsche of Oude IJvepolder (778 ha), met daarin de Nieuwerkerkse Kreek
- Oude Groedsche polder (459 ha), met daarin de Baarzandse Kreek
- Blokspolder (54 ha), genoemd naar Nicolaas de Blocq, een landeigenaar
- Tuinpolder (7 ha)
- Isenpolder (23 ha)
- Oudepolder (96 ha), de vroegere Oudelantpolder
- Stoute- of Zoutepolder (134 ha)
- Proostpolder (176 ha)
- Gerard de Moorspolder (133 ha), de vroegere Polder van Namen
- Kleine polder (44 ha)
- Cletemspolder (18 ha)
- 's-Gravenpolder (96 ha), genoemd naar graaf Jan I van Namen die deze reeds in 1282 had laten bedijken

In één jaar tijd werd aldus 2015 hectare land gewonnen. Aan Jacob Cats herinneren nog de Catshoeve ten noorden van Groede, en de Catsweg die van deze hoeve naar het westen loopt.

## Overige polders
Andere polders die tot dit complex worden gerekend, hoewel niet door Cats ingepolderd, zijn:
- Baanstpolder
- Adornispolder
- Lampzinspolder
- Parochiepolder
- Groote Corneliapolder
- Kleine Corneliapolder
- Van der Lingenspolder